# دیلن والش
دیلن والش (انگلیسی: Dylan Walsh؛ زاده ۱۷ نوامبر ۱۹۶۳) یک هنرپیشه اهل ایالات متحده آمریکا است.
از فیلم‌ها یا برنامه‌های تلویزیونی که وی در آن نقش داشته است می‌توان به خانه‌ای روی برکه، کار خون، هیشکی احمق نیست ، ما سرباز بودیم، جراحی پلاستیک، پسر عاشق، کنگو، مردان، رادیو داخل، فقط آب اضافه کنید، ادموند و جایی که قلب آنجاست اشاره کرد.